# アジャシュリ
アジャシュリ（モンゴル語の転写:  Aǰaširi、中国語: 遼王阿札失里、生没年不詳）は、チンギス・カンの弟のテムゲ・オッチギンの子孫で、元末明初に活躍したモンゴル帝国の皇族。明朝に一時的に降伏してウリヤンハイ三衛の一つ泰寧衛指揮使に任ぜられ、泰寧衛の創始者となった。

## 概要
アジャシュリの来歴は不明であるが、元末明初期にオッチギン家の当主であったヤナシュリの近親者（あるいは息子）であったと見られる。
北元時代初期、明朝の攻撃によって北元が領土を失っていく中でも、ヤナシュリ・アジャシュリ率いるオッチギン王家はモンゴルのハーンに仕え続けており、ヤナシュリはハーン配下の有力諸侯の一人として知られていた。1380年代、北元の中で最も有力な勢力は遼東に蟠踞するジャライル部のナガチュであったが、ウスハル・ハーン（天元帝トグス・テムル）はナガチュを制御することができず、他の有力臣下であるカラジャン・マンジ・ヤナシュリらも互いに猜疑心を抱いており北元政権は不安定な状態にあった。そのため、胡昱は洪武帝に対して明軍をハーンに向ければ、一挙にこれを捕らえることができるであろう、と進言している。
洪武21年（1388年）4月、藍玉率いる明軍がブイル・ノールの戦いでウスハル・ハーン率いるモンゴル軍を撃ち破り、ウスハル・ハーンが敗走中にイェスデルによって殺されると、アジャシュリ配下の部衆は明軍からの攻撃に晒されるようになってしまった。同年8月にはアジャシュリの臣下49人が明朝に投降する事件が起き、もはや現状維持は不可能であると見たアジャシュリは洪武22年（1389年）に配下のタビン・テムルを派遣し、明朝に降伏した。後に永楽帝はこの間の事情を「韃靼（ハーン率いる部族連合）の掠奪によって安定した生活が送れなかったため、明朝に帰順した」とも述べている。
洪武22年（1389年）5月、洪武帝は降伏したアジャシュリらに対し、使者を派遣して明朝への降伏を称えた上で、アジャシュリの率いる勢力を3つの衛所に分割し、それぞれを泰寧衛・朶顔衛・福余衛と名付けた。その上でタビン・テムルを泰寧衛指揮同知に、トルグチャルを朶顔衛指揮同知に、海撒男答溪を福余衛指揮同知とし、アジャシュリをこれらより一段上の泰寧衛指揮使に任じた。泰寧衛は後世モンゴル人より「オンリュート」（Ongliγud、「王に従うものたち」の意）と呼ばれていたが、これは「遼王」を称するアジャシュリとその一族が泰寧衛を支配していたためと考えられている。また、この時に洪武帝よりアジャシュリにもたらされた詔書はモンゴル語で記されており、モンゴル語の漢字転写・漢訳が「詔阿札失里」として『華夷訳語』に収められて『元朝秘史』と同様に明朝のモンゴル語学習テキストとして用いられた。
しかしウスハル・ハーン死後の混乱が収まってくると一度はやむなく明朝に降伏したモンゴルの領侯達の多くは明朝に叛旗を翻すようになり、アジャシュリもまた明朝への侵攻を繰り返した。このようなアジャシュリの行動に対し、洪武帝は傅友徳・郭英らにドヤン山に駐屯するアジャシュリを攻撃するよう命じ、洪武24年（1391年）5-7月にかけて明軍はノーン河流域のウリヤンハイ三衛を攻撃した。
更に洪武25年（1392年）、周興がモンゴル北部のウルジャ川・オノン川方面に遠征に出た際には、その帰路においてアジャシュリを招諭している。

## オッチギン王家
- テムゲ・オッチギン（Temüge Odčigin,鉄木哥斡赤斤／تموگه اوتچگين Temūga Ūtchigīn）
  - ジブゲン大王（J̌ibügen,只不干大王／جیبوJībū）
    - タガチャル国王（Taγačar,塔察児国王／طغاچار نویانTaghāchār Nūyān）
      - アジュル大王（Aǰul,阿朮魯大王／اجولAjūl）
        - ナヤン大王（Nayan,乃顔大王／نایانNāyān）
          - 遼王トクトア（Toqto'a,遼王脱脱／توقتا کوونTūqtā Kūwn）
            - 遼王ヤナシュリ（Yanaširi,遼王牙納失里）
              - 遼王アジャシュリ（Aǰaširi,遼王阿札失里）

      - 寿王ナイマダイ（Naimantai,寿王乃蛮台／نایمتایNāīmatāī）